# Mount Baw Baw
Der Mount Baw Baw ist ein Berg im australischen Bundesstaat Victoria. Das Mount Baw Baw Alpine Resort ist ein gemeindefreies Gebiet und ist vom Baw Baw Shire umgeben.

## Lage
Der Mount Baw Baw liegt etwa 120 km östlich von Melbourne und etwa 50 km nördlich des Latrobe Valley. Er ist einer von mehreren Gipfeln auf dem Baw-Baw-Plateau, einer langen Hochebene, die nach Nordosten abfällt. Weitere Gipfel dort sind der Mount Whitelaw, der Mount Saint Phillack, der Mount Mueller, der Mount Tyers, der Mount Kernot, der Mount Saint Gwinear, der Talbot Peak und der Mount Erica. Das Plateau ist durch den Thomson River, den Aberfeldy River und anderen Nebenflüssen des Latrobe River, wie dem Tanjil River und dem Tyers River im Süden von der Great Dividing Range getrennt.

## Geologie
Das Baw-Baw-Massiv besteht aus Granodiorit-Pluton aus dem späten Devon. Auf dem Plateau gibt es nur relativ geringe Höhenunterschiede.

## Klima
Das Klima des Plateaus selbst ist subalpin; der jährliche Niederschlag liegt bei 1900 mm. Von Juni bis September ist es schneebedeckt.

## Flora
Die unteren Hänge des Plateaus sind mit montanem Eukalyptuswald und Hochwald bedeckt und in den Bachtälern findet man Regenwald der kühl-gemäßigten Zone mit Myrthenbuchen (Nothufagus cunninghamii). Über 1200 m findet sich Schneeeukalyptus, der ab 1300 m langsam in subalpine Matten und Strauchland übergeht. Ein großer Teil dieser subalpinen Zone gehört zum 133 km² großen Baw-Baw-Nationalpark. Das Skigebiet von Baw Baw Village liegt mit seinen technischen Einrichtungen außerhalb des Nationalparks.

## Fauna
Am Mount Baw Baw findet man auch den stark bedrohten Baw-Baw-Frosch (Philoria frosti), der zu den Australischen Südfröschen gehört.

## Erschließung

### Entdeckung
Vermutlich stieg Baron Ferdinand von Mueller als erster Europäer 1860 auf den Mount Baw Baw und benannte den Christmas Creek auf einer seiner Sammlerexpeditionen. Auf dieser Reise entdeckte er die Baw-Baw-Beere (Wittsteinia vacciniacea).

### Skigebiet
Am Berg befindet sich ein kleines Skigebiet gleichen Namens. Ca. 30 ha Pisten – vornehmlich für Anfänger und von mittlerem Schwierigkeitsgrad – stehen zur Verfügung. Es gibt sechs Pisten und zwei Sessellifte; der höchste erreicht fast die Spitze des Mount Baw Baw. Baw Baw Village liegt am unteren Ende des Skigebietes. Neben den Abfahren gibt es auch weitläufige Langlaufloipen zu anderen Teilen des Plateaus. Wie bei den meisten in mittlerer Höhe liegenden Skigebieten Australiens variiert auch hier die Schneequalität von Jahr zu Jahr. Sichere Schneeverhältnisse sind in der Regel von Juli bis Ende September anzutreffen.

### Straßenradrennen
Die Zufahrtsstraße zum Skigebiet, die Mount Baw Baw Tourist Road gilt als schwierigste noch mit Straßenfahrrädern befahrbare Straße in Australien. Der Endaufstieg überwindet auf 6,2 km Länge einen Höhenunterschied von 718 m, was einer durchschnittlichen Steigung von 11,5 % entspricht; die maximale Steigung liegt bei 20,3 %. Der Aufstieg ist nicht so lang, aber deutlich steiler als jeder Hors Catégorie-Aufstieg der Tour de France. Die Mount Baw Baw Classic – erstmals 2001 ausgetragen – ist ein jährliches Radrennen des Warragul Cycling Club, das in Baw Baw Village endet.

### Mountain-Biking
Es gibt eine speziell angelegte Mountain-Bike-Strecke auf der Südwestseite des Berges, die in Richtung Meer führt. Auf diesem Kurs wurden bereits verschiedene Downhill-Wettbewerbe des Staates Victoria und auch einige andere Rennen ausgetragen.
Die Fahrzeit beträgt ca. 3 ½ Minuten und die Strecke bietet eine gute Mischung aus gewölbten Feldwegen, Geröllstrecken, Brandschneisen und technischen Sektionen.
Auf der Mount Baw Baw Tourist Road ist umfangreicher öffentlicher Nahverkehr verfügbar und die Straße ist sehr Mountain-Bike-freundlich.